# Sarah Badel
Sarah Badel (ur. 30 marca 1943 w Londynie) – brytyjska aktorka.

## Filmografia
- 1962 Every Home Should Have One
- 1985 Shooting Party
- 1991 Tylko razem z córką (film)
- 2001 Goście w Ameryce
- 2001 Miłość w zimnym klimacie
- 2005 Złodziejka